# Linie následnictví bhútánského trůnu

Znak Bhútánu.

Následnictví bhútánského trůnu je založeno na bhútánské ústavě. V současnosti se řídí principem kognatické primogenitury (muži mají přednost před ženami jen na stejné úrovni tj. bratr před sestrou), tj. trůn dění nejstarší syn krále, popř. vnuk, poté mladší synové či vnuci a poté starší dcera, její potomci a poté mladší dcery a jejich potomci, přednost má starší linie před mladší. 
Pokud dědic dosáhl plnoletosti 21 let, panovník odstoupí ve věku 65 let. Pokud se následník trůnu a nejbližší osoby v nástupnické linii považují za nevhodné, je na panovníkovi, aby rozhodl, kdo bude dalším dědicem. Pokud panovník poruší ústavu, musí abdikovat.
Následnictví trůnu vychází od prvního krále Urgjäna Wangčhuga z rodu Wangčhugů.

## Současná linie následnictví
- Král Urgjän (1862–1926)
  -  Král Džigme (1905–1952)
    -  Král Džigme Dordže (1929–1972)
      -  Král Džigme Singgjä (* 1955)
        -  Dračí král Džigme Khesar Namgjal (* 1980)
          - (1) Dračí princ Džigme Namgjal (* 2016)
          - (2) Princ Džigme Urgjän (* 2020)
          - (3) Princezna Sonam Jangden (* 2023)

        - (4) Princ Džigjal Urgjän (* 1984)
        - (5) Princ Khamsum Singgjä Wangčhug (* 1985)
        - (6) Princ regent Džigme Dorji Wangčhug (* 1986)
          - (7) Aši Dečo Pema (* 2014)

        - (8) Princ Urgjän Džigme (* 1994)
        - (9) Princezna Čimi Jangzom (* 1980)
          - (10) Dašo Džigme Urgjän (* 2006)
          - (11) Dašo Džamjang Singgjä (* 2009)

        - (12) Princezna Sonam Dečen (* 1981)
          - (13) Dašo Džigje Singgjä (* 2009)
          - (14) Dašo Džigme Džigten (* 2013)

        - (15) Princezna Dečen Jangzom (* 1981)
          - (16) Dašo Urgjän Dorji
          - (17) Dašo Džigme Singgjä
          - (18) Aši Dečen Juidem Jangzom

        - (19) Princezna Kesang Čoden (* 1982)
          - (20) Dašo Džamgjel Singgjä
          - (21) Dašo Urgjän Džunaj
          - (22) Aši Tshering Tshojang (* 2019)

        - (23) Princezna Eufelma Čoden (* 1993)

      - (24) Namgjal (* 1943)
      - (25) Čoki Ongmo (* 1937)
      - (26) Deki Jangzom (* 1944)
      - (27) Pema Čoden (* 1949)

## Způsobilost
V současnosti mají nárok nastoupit na trůn legitimní potomci krále Urgjäna Wangčhuga. Pokud král zemře a zanechá těhotnou manželku, nenarozené dítě automaticky zaujme místo v linii následnictví, pokud neexistuje mužský dědic. Osoba ztrácí svá dědická práva, pokud se provdá či ožení za osobu, která není od narození bhútánským občanem.

## Regentství
Pokud následník trůnu nedosáhl plnoletosti 21 let nebo je duševně či fyzicky nezpůsobilý vykonávat své funkce, existují dvě možná řešení:
- Domnělý dědic, který dosáhl zletilosti, bude vykonávat funkci regenta, dokud bude regentství potřeba.
- Regentská rada by uplatňovala královské výsady krále podle ústavy, pokud by nebyl k dispozici oprávněný domnělý dědic nebo jiný vhodný člen královské rodiny.

### Regentská rada
Regentská rada se skládá z:
- Starší člen královské rodiny nominovaný Státní radou
- Premiér
- Hlavní soudce Bhútánu
- Mluvčí
- Předseda Národní rady
- Vůdce opoziční strany

Členové Regentské rady musí složit přísahu věrnosti před parlamentem
Státní rada se skládá ze dvou členů jmenovaných panovníkem (nebo předchozím panovníkem, pokud současný panovník žádného nejmenoval), jednoho člena nominovaného Radou ministrů a jednoho člena nominovaného Národní radou.